# Pjul'ky
Il Pjul'ky (in russo Пюлькы?) è un fiume della Russia siberiana occidentale, affluente di sinistra della Bol'šaja Širta. Scorre nel Krasnosel'kupskij rajon del Circondario autonomo Jamalo-Nenec.
Il fiume ha origine nella sezione settentrionale del vasto bassopiano siberiano occidentale; scorre poi in direzione mediamente sud-occidentale. La lunghezza del fiume è di 175 km; il bacino è di 2 680 km². Sfocia nella Bol'šaja Širta a 125 km dalla foce.